# Station Gambir
Station Gambir is een spoorwegstation op de oostzijde van Medan Merdeka te Jakarta in Indonesië. Het station stond van 1871 tot 1884 bekend als Halte Koningsplein, tot 1937 als Station Weltevreden, tot de Indonesische Onafhankelijkheidsoorlog als Station Batavia-Koningsplein en sindsdien dus als Station Gambir. Tegenwoordig is het station in gebruik als beginpunt van de meeste intercity-treinen tussen Jakarta en de rest van Java.

## Geschiedenis

### Halte Koningsplein (1871-1884)
De eerste spoorlijn in Jakarta werd door gouverneur-generaal Pieter Mijer officieel geopend op 15 september 1871, tussen de oude binnenstad en het Koningsplein in de voorstad Weltevreden. Halte Koningsplein was toen gelegen aan de zuidoostelijke hoek van het plein en vormde daar het eindpunt van de lijn. Vanaf 16 juni 1872 was het een van de tussenhaltes op de spoorlijn richting Buitenzorg en verder. Deze lijn en de bijbehorende stations werden geëxploiteerd door de Nederlands-Indische Spoorweg Maatschappij.

### Station Weltevreden (1884-1928)
Met het groeiende spoornet op Java en toenemende belang van Weltevreden als regeringscentrum in Nederlands-Indië, werd op 4 oktober 1884 halte Koningsplein vervangen door een nieuw station Weltevreden. Dit station lag enkele honderden meters noordelijker ter hoogte van de huidige plaats tegenover de Willemskerk. 
Het stationsgebouw bestond uit een bogengalerij met een brede luifel aan de straatzijde. Twee vooruitstekende classicistische gebouwtjes flankeerden de uiteinden van de galerij.

### Station Weltevreden, Batavia Koningsplein, Gambir (1929-1992)

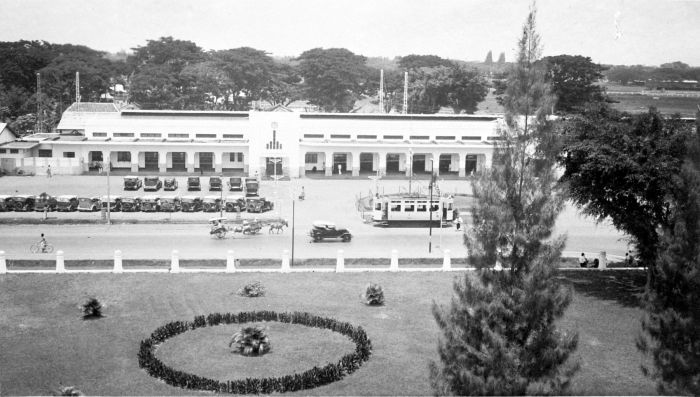
Het art-deco-station te Weltevreden (1939).

In de periode 1928-1929 werd een nieuw stationsgebouw in art deco opgetrokken. Ook dit gebouw bestond uit een bogengalerij geflankeerd door twee vooruitstekende gebouwtjes, echter alles in de nieuwe art-deco-stijl. Zo waren alom rechthoekige geometrische vormen geïmplementeerd, onder meer in de bogengalerij. Daarnaast is de galerij aan beide zijden van de vooruitstekende gebouwtjes verlengd. Beide gebouwtjes werden gesierd door een klok. Het stationsplein ten oosten van het station, werd ingericht met een rond plantsoen en een parkeerplaats. In 1929 werd het nieuwe gebouw in gebruik genomen.
In navolging van de postdienst, die de plaatsnaam Weltevreden had vervangen door Batavia-Centrum, werd het station op 16 november 1937 hernoemd tot station Batavia Koningsplein. De aanduiding Weltevreden dekte namelijk slechts een kleine buurt, maar als Batavia's hoofdstation bediende het station een veel groter gebied.
Na de onafhankelijkheid van Indonesië, kreeg het station de naam Gambir. Het Koningsplein en het omliggende gebied werden door de lokale bevolking namelijk Gambir genoemd.

### Station Gambir (sinds 1992)
Sinds 1992 heeft een verhoogde spoorbaan de spoorlijn vervangen tussen Jakarta Kota en Manggarai. Zodoende werd het treinverkeer gescheiden van het overige verkeer, waardoor verkeershinder en ongelukken op overwegen werden voorkomen. Sindsdien bedient het station voornamelijk intercity-treinen; lokale treinen gebruiken het noordelijker gelegen station Juanda.
Nieuwe verhoogde stations vervingen de oude gelijkvloerse stations , zo ook bij station Gambir. Het stationsgebouw is opgetrokken in een gemoderniseerde joglo-stijl met groene accenten. Op de begane grond bevinden zich de hoofdingang en de loketten. De eerste verdieping bevat wachtruimtes, eet- en winkelgelegenheden. De twee eilandperrons en vier perronsporen bevinden zich ten slotte op de tweede verdieping.

## Treinen
De volgende treinen doen station Gambir aan:
- Argo Bromo Anggrek  naar station Surabaya Pasarturi
- Argo Dwipangga  naar station Solo Balapan
- Argo Lawu  naar station Solo Balapan
- Argo Muria  naar station Semarang Tawang
- Argo Parahyangan  naar station Bandung
- Argo Sindoro  naar station Semarang Tawang
- Bima  naar station Surabaya Gubeng
- Brawijaya  naar station Malang
- Gajayana  naar station Malang
- Argo Cheribon  naar station Tegal
- Purwojaya  naar station Cilacap
- Sembrani  naar station Surabaya Pasarturi
- Taksaka  naar station Yogyakarta
- Pangandaran naar station Banjar

## Verbinding luchthaven
Vanaf het vliegveld Soekarno-Hatta kan men met de bussen van DAMRI (Djawatan Angkutan Motor Republik Indonesia, "Motorvervoersservice van de Republiek Indonesië") naar Gambir reizen.